# 423
423 је била проста година.

## Догађаји
- 15. август – Цар Хонорије, стар 38 година, умире у Равени од водене болести, можда плућног едема. Без деце која би преузела трон, Јован примицериус нотариорум („главни бележник“, шеф државне службе), заузима престо Западног римског царства и проглашава се за цара. Међу његовим присталицама су Флавије Аеције, римски генерал (магистер милитум). Јованова владавина је прихваћена у епархијама Галије, Хиспаније и Италије, али не и у Африци.
- Зима – Цар Теодосије II одбија да призна Јована за цара и спрема се за рат. Он мобилише експедиционе снаге под командом Ардабурија и његовог сина Флавија Аспара.
- Теодорит постаје епископ Кира (Сирија). Он преобраћује више од 1.000 маркионита у својој епархији.

## Смрти
- 15. август — Хонорије, римски цар (р. 384)[1]
- 23. децембар — Минг Јуан Ди, владар државе Сјанбеј Северни Веј (р. 392.)
- Еулалије, антипапа римски
- Седра, кинеска принцеза и жена Ћифу Чипана
- Сјао Веншоу, удовица царице из династије Лиу Сонг (р. 343.)